# Hypsilurus nigrigularis
Hypsilurus nigrigularis är en ödleart som beskrevs av  Meyer 1874. Hypsilurus nigrigularis ingår i släktet Hypsilurus och familjen agamer. Inga underarter finns listade i Catalogue of Life.